# Australian Championships 1940
| ◄ Australian Championships 1940 ► | ◄ Australian Championships 1940 ► |
| --- | --------------------------------- |
| Datum: | 19. Januar – 29. Januar 1940      |
| Auflage: | 33. Australian Championships      |
| Ort: | Sydney                            |
| Belag: | Rasen                             |
| Titelverteidiger |                                   |
| Herreneinzel: | John Bromwich                     |
| Dameneinzel: | Emily Westacott                   |
| Herrendoppel: | John Bromwich Adrian Quist        |
| Damendoppel: | Thelma Coyne Nancye Wynne         |
| Mixed: | Nell Hopman Harry Hopman          |
| Sieger |                                   |
| Herreneinzel: | Adrian Quist                      |
| Dameneinzel: | Nancye Wynne                      |
| Herrendoppel: | John Bromwich Adrian Quist        |
| Damendoppel: | Thelma Coyne Nancye Wynne         |
| Mixed: | Nancye Wynne Colin Long           |
| Grand Slams 1940 |                                   |
| - Australian Championships - Internationale französische Tennismeisterschaften - Wimbledon Championships - U.S. National Championships |                                   |

Die 33. Australian Championships waren ein Tennis-Rasenplatzturnier der Klasse Grand Slam, das von der ILTF veranstaltet wurde. Es fand vom 19. bis 29. Januar 1940 in Sydney, Australien statt.
Titelverteidiger im Einzel waren John Bromwich bei den Herren sowie Emily Westacott bei den Damen. Im Herrendoppel waren John Bromwich und Adrian Quist, im Damendoppel Thelma Coyne und Nancye Wynne die Titelverteidiger. Im Mixed waren Nell Hopman und Harry Hopman die Titelverteidiger.

## Dameneinzel
| Nr. | Spielerin      | Erreichte Runde |
| --- | -------------- | --------------- |
| 01. | Nancye Wynne   | Sieg            |
| 02. | Thelma Coyne   | Finale          |
| 03. | Nell Hopman    | Halbfinale      |
| 04. | May Hardcastle | Viertelfinale   |

| Nr. | Spielerin         | Erreichte Runde |
| --- | ----------------- | --------------- |
| 05. | Joan Hartigan     | Halbfinale      |
| 06. | Alison Hattersley | Viertelfinale   |
| 07. | Gwen O’Halloran   | Achtelfinale    |
| 08. | Constance Coate   | Viertelfinale   |

## Damendoppel
| Nr. | Paarung                       | Erreichte Runde |
| --- | ----------------------------- | --------------- |
| 01. | Thelma Coyne Nancye Wynne     | Sieg            |
| 02. | May Hardcastle Nell Hopman    | Viertelfinale   |
| 03. | Alison Hattersley O. Stebbing | Halbfinale      |
| 04. | Joan Hartigan Emily Niemeyer  | Finale          |